# Horol (râu)

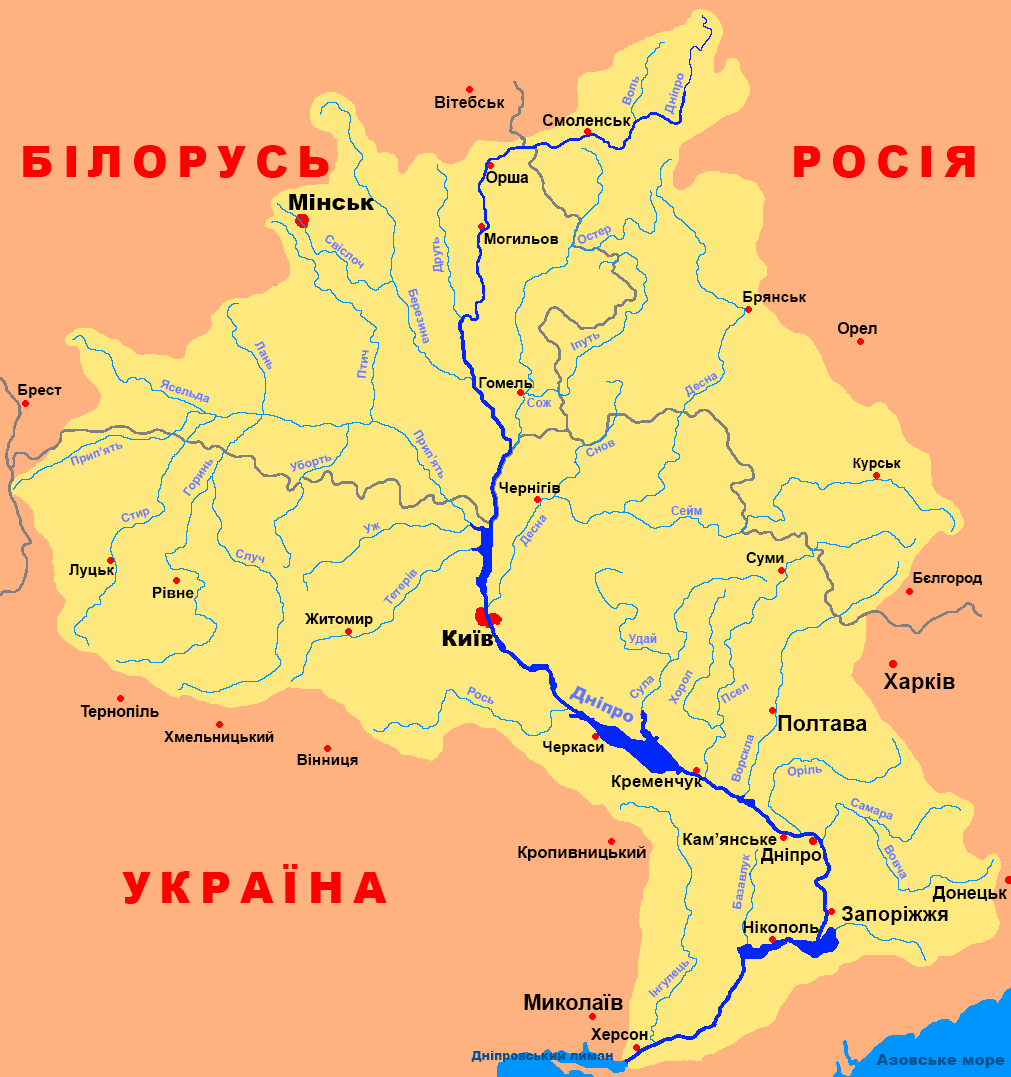

Horol (în ucraineană Хорол) este un râu în Ucraina, afluentul drept al Pselului (bazinul hidrografic Niprului). Curge prin raioanele Nedrigailov și Lipovodolin din regiunea Sumî și prin raioanele Gadeaci, Mirgorod, Horol, Semionovka și Globino din regiunea Poltava. Are o lungime de 308 km, suprafața bazinului hidrografic al râului este de 3870 km².
Izvorăște din izvoarele de la nordul satului Cervonaia Sloboda și apoi curge prin Câmpia Niprului. Valea râului este trapezoidală, adesea asimetrică, cu panta dreaptă ridicată și cea stângă dulce; lățimea văii ajunge la 10-12 km. Lunca râului este mlăștinoasă, acoperită cu arbuști și vegetație de luncă; are o lățime de la 0,2-0,5 până la 1,5-2 km. Albia râului șerpuiește pe tot parcursul, în zona dintre Mirgorod și satul Vișneaki are maluri înalte; lățimea albiei este de 10-60 m sau mai mult (între cotiturile sale). Panta râului este de 0,3 m/km.
Alimentarea râului este mixtă, mai ales din zăpezi și ploi. Îngheață la sfârșitul lui noiembrie - începutul lui decembrie, se dezgheață la sfârșitul lui martie. Debitul râului este reglat de ecluze; a fost construit un lac de acumulare. Apa este folosită pentru alimentarea cu apă a localităților și a întreprinderilor și irigație. Pe râul Horol se află orașele Mirgorod și Horol.